# Необъезженный жеребец
«Необъезженный жеребец» (англ. Bucking broncho) — немой короткометражный фильм студии Томаса Эдисона. Актёр Ли Мартин был участником шоу Буффало Билла. Это первый и единственный фильм с участием Мартина. Это первая демонстрация на экране объездки жеребца.

## Сюжет
Ковбой демонстрирует своё искусство в объездке жеребца перед зрителями.

## В ролях
- Ли Мартин[1]
- Фрэнк Хэммитт[1]

## Интересные факты
- Длина киноплёнки, на которой записан фильм, составляет около 12 м (39 футов)[1]
- Эдисон никогда не заявлял права на этот фильм[1]